# .google
.google este un domeniu de nivel superior de brand (TLD) utilizat în sistemul numelor de domenii (DNS) al Internetului. Creat în 2014, acesta este operat de Alphabet Inc., compania-mamă⁠(d) a Google. Este remarcat ca fiind unul dintre primele gTLD-uri asociate cu un anumit brand. Prima utilizare a acestui TLD de către companie a fost cu domeniul Com.google⁠(d), un site web creat ca o farsă de 1 aprilie care găzduia o versiune oglindită orizontal a motorului de căutare Google. Domeniul găzduiește în prezent mai multe produse și servicii ale Alphabet Inc., existând planuri de a muta și alte proprietăți Alphabet pe domeniul .google.